# Палата Дротнингхолм
Палата Дротнингхолм (швед. Drottningholms slott) је приватна резиденција шведске краљевске породице. Налази се у Дротнингхолму. Изграђена је крајем 16. века на острву Ловен, и једна је од шведских краљевских палата. Већи део 18. века служила је као редовна летња резиденција шведског краљевског двора.

## Историја

### Порекло
Назив Дротнингхолм (што дословно значи „краљичино острвце“) потиче од оригиналне ренесансне зграде коју је пројектовао Вилијем Бој, камене палате коју је Јуан III Шведски саградио 1580. године за своју краљицу Катарину Јагелонску. Овој палати претходила је краљевска вила звана Торвесунд.
Регент краљица удовица Хедвига Елеонора купила је замак 1661. године, годину дана након завршетка њене улоге шведске краљице, али је изгорео до темеља 30. децембра исте године. Хедвига Елеонора ангажовала је архитекту Никодемуса Тесина Старијег да дизајнира и обнови замак. 1662. године започети су радови на реконструкцији зграде. Са дворцем готово завршеним, Никодемус је умро 1681. године. Његов син Никодемус Тесин Млађи наставио је посао и довршио разрађени дизајн ентеријера. Фламански вајар Николас Милих направио је сјајне скулптуре за степеништа и дворане девет муза у мермеру, заједно са низом биста готских краљева. Поред тога, направио је и бисте краља Карла X Густава, његове супруге Хедвиге Елеоноре и оба њихова сина.
Током владавине краљева Карла XI од Шведске и Карла XII од Шведске, краљевски двор је често био присутан у палати која је служила за лов. Хедвига Елеонора користила је палату као летњу резиденцију до своје смрти 1715. године.

### 18. век
Шведска краљица Улрика Елеонора и шведски краљ Фредерик I држали су суд у палати лети.
Палату је 1744. године краљ Фредерик I поклонио тадашњој престолонаследници, каснијој шведској краљици, Лујзи Улрики Пруској када се удала заАдолфа Фредерика, који је постао шведски краљ 1751. Током њеног власништва над палатом, унутрашњост је трансформисана у софистициранији француски стил рококоа. Лујза Улрика је такође била одговорна за обнову позоришта палате у великом стилу након што је скромнија оригинална зграда изгорела 1762. године. Лујза Улрика и Адолф Фредрицк наставили су да бораве у палати током своје владавине (1751–1771). Лујза Улрика је 1777. године продала Дротнингхолм шведској држави.
Док је била у власништву шведске државе, шведски краљ Густав III, син Лујзе Улрике, палату је користио као летњу резиденцију, а у палати је заживео свечани церемонијални дворски живот, који се сматра великим добом за палату, током којег је била позната по сложеним маскенбалима и великим позоришним свечаностима и турнирима изведеним у баштама. Током владавине Густафа IV Адолфа Шведског (владавина 1792–1809) и Карла XIII Шведског (владавина 1809–1818), палата се користила повремено. 1797. године то је било место великих свечаности када је по доласку у Шведску тамо примљена краљева невеста, Фредерика Баденска, током које је у врту палате постављен последњи турнир. После државног удара 1809. године, свргнути Густаф IV Адолф био је овде под стражом у кинеској салону једанаест дана.

### 19. век
Током владавине Карла XIV Јуана Шведског (владавина 1818–1844), палата је напуштена. Краљ га је сматрао симболом старе династије, а Дротнингхолм је препуштен пропадању. Зграде су оштећене природним силама, а инвентар је или однет или продат на аукцији.
Први пут је отворена за јавност током овог периода: обилазак се помиње 1819. године, а јавност је парк користила за пикнике. Повремено, терени су коришћени за јавне догађаје: 1823, невеста престолонаследника, Жозефина из Лојхтенберга, је примљена овде по доласку у Шведску, а њен имендан настављен је да се слави овде. У баштама палате примали су стране госте, попут руског цара Николаја I.
Оскар I Шведски заинтересовао се за палату и побринуо се за очување палате извршивши прве поправке 1846. године. Даље га је користио за јавне прославе, попут пријема за пан-скандинавијске студенте 1856. године, а 1858. године у палати је рођен будући Густав V Шведски. Карл XV Шведски преферирао је палату Улриксдал као своју летњу резиденцију и игнорисао је Дротнингхолм, али Оскар II Шведски наставио је поправке.

### Краљевска резиденција
Шведска краљевска породица користи западно крило Дротнингхолм палате као своју примарну резиденцију од 1981. године. Од тада, Палату чува шведска војска на исти начин као и Стокхолмску палату. Остали делови Палате су отворени за јавност.

## Палата
Палата и њено тло су током протеклих 400 година видели много обнова, промена и доградњи. Највећа обнова, у којој су или постављени или обновљени водови за струју, грејање, канализацију, воду и замењен кров замка, догодила се између 1907. и 1913. године. Током двадесетогодишњег периода који је започео око 1977. године, неколико главних подручја палате је обновљено. Библиотека и национална сала добили су велику пажњу, а заштита од пожара постављена је широм палате. 1997. године започели су радови на чишћењу и обнови спољних зидова. Ово је завршено 2002.

### Дворска црква
Цркву је пројектовао и подигао Никодемус Тесин Старији. Завршио га је његов син у мају 1746.
Још увек је користе људи ловенске парохије, последње недеље у месецу. Унутар цркве замка још се користе кахманске оргуље из 1730. године. Вредна пажње је традиционална црквена таписерија коју је израдио Густаф V Шведски.

### Позориште палате
Позориште Дротнингхолм палате је опера која се налази код палате. Још увек је у употреби, а летњи оперски фестивали су прилично популарни. Понекад гостује и Краљевска шведска опера.

### Кинески павиљон
Кинески павиљон, смештен на територији парка, краљевски је павиљон инспирисан кинеском традицијом, изграђен 1763–1770.

## Вртови
Вртови и паркови око замка и његових зграда једна су од главних атракција за туристе који сваке године посете палату. Вртови су успостављени у фазама откако је замак изграђен, што је резултирало различитим стиловима паркова и вртова.

### Барокни врт
Најстарији део вртова настао је крајем 17. века под управом Хедвиге Елеоноре. Отац и син Тесин водили су пројекат који је створио барокни врт одмах испред главне палате, уз бочну авенију дрвећа. Много статуа расутих по овом подручју створио је уметник Адриан де Вријес; шведска војска их је узела као ратни плен из палате Валенштајн у Прагу, док су два мермерна лава на главној капији палате превезена из замка Ујаздов у Варшави.  Барокни врт је током 19. века био запуштен заједно са остатком терена, али је обновљен педесетих и шездесетих година прошлог века на иницијативу Густафа Адолфа VI Шведског.

### Енглески врт
Густаф III Шведски преузео је иницијативу за енглески пејзажни врт Дротнингхолма. Он је северно од барокног врта и састоји се од два рибњака са каналима, мостовима, великим отвореним травњацима и дрвећем у групама или авенијама. Шеталишта су постављена широм овог великог дела парка.
Већину античких статуа од мермера у баштама купио је Густаф III из Италије.

## УНЕСКО - Светска баштина
Палата је светска баштина, организације УНЕСКО пре свега због Дротнингхолм позоришта и кинеског павиљона. На списак је додата 1991. године.

## Галерија
- Дворац Дротнингхолм, позади
- Источна фасада
- Авенија испред палате
- Строге линије барокног врта
- Енглески врт
- Кинески павиљон
- Фонтана